# الصمار
الصمار هي إحدى مدن ولاية تطاوين بالجنوب التونسي وهي مركز معتمدية.